# Moena
Moena – miejscowość i gmina we Włoszech, w regionie Trydent-Górna Adyga, w prowincji Trydent.
Przez miejscowość przepływa rzeka Avisio.
Według danych na rok 2004 gminę zamieszkiwało 2597 osób, 31,7 os./km².